# Lamparciki
Lamparciki (Pardalotidae) – monotypowa rodzina ptaków z podrzędu śpiewających (Oscines) w obrębie rzędu wróblowych (Passeriformes).

## Występowanie
Rodzina obejmuje gatunki występujące endemicznie w Australii (wraz z Tasmanią).

## Morfologia
Długość ciała 8,5–12 cm; masa ciała 7–15 g.

## Systematyka

### Etymologia
- Pardalotus (Pardolotus, Pardalotis): nowołac. pardalotus „lamparcik”, od fr. Pardalote „lamparcik”, od gr. παρδαλωτος pardalōtos „cętkowany jak lampart”, od παρδαλος pardalos „lampart”[13].
- Spizites: gr. σπιζιτης spizitēs jakiś gatunek sikory, prawdopodobnie bogatka zwyczajna[14]. Gatunek typowy: Pipra punctata Shaw, 1792.
- Pardalotinus: zdrobnienie nazwy rodzaju Pardalotus Vieillot, 1816[15]. Gatunek typowy: Pipra striata J.F. Gmelin, 1789.
- Nesopardalotus: gr. νησος nēsos „wyspa” (tj. Tasmania); rodzaj Pardalotus Vieillot, 1816[16]. Gatunek typowy: Pardalotus quadragintus Gould, 1838.
- Dipardalotus: gr. δι- di- „podwójny”, od δις dis „dwukrotny”, od δυο duo „dwa”; rodzaj Pardalotus Vieillot, 1816[17]. Gatunek typowy: Pardalotus rubricatus yorki[b] Mathews, 1913.

### Podział systematyczny
Analiza filogenetyczna przeprowadzona w 2012 roku sugerowała, że takson ten powinien być włączony do Acanthizidae. Do rodziny należą jeden rodzaj i cztery gatunki:
- Pardalotus rubricatus Gould, 1838 – lamparcik czerwonobrewy
- Pardalotus striatus (J.F. Gmelin, 1789) – lamparcik strojny
- Pardalotus punctatus (Shaw, 1792) – lamparcik plamisty
- Pardalotus quadragintus Gould, 1838 – lamparcik zielonawy